# Rio Nete
Nete é um rio do norte da Bélgica. Ele corre dentro da província de Antuérpia. Ele é formado em Lier pela confluência dos rios Grote Nete e Kleine Nete. Ele passa pela municipalidade de Duffel e se junta ao rio Dyle em Rumst para formar o rio Rupel.

## Grote Nete
O rio Grote Nete nasce perto de Hechtel na província belga de Limburgo. Ele corre na direção oeste passando pelas cidades de Geel, Westerlo e Heist-op-den-Berg antes de se juntar ao rio Kleine Nete em Lier.

## Kleine Nete
O rio Kleine Nete nasce perto de Retie na província belga de Antuérpia. Ele corre na direção sudoeste passando pelas cidades de Herentals e Nijlen antes de se juntar ao rio Grote Nete em Lier.